# 대한민국 민법 제7조
대한민국 민법 제7조는 미성년자의 법률행위의 동의와 허락의 취소에 대한 민법총칙 조문이다. 1958년 2월 22일 법률 제471호로 제정되어 1960년 1월  1일에 시행되었다.
동의와 허락 취소 가능 시점 및 취소가 불가능한 경우를 규정하고 있다. 본 조에서 취소는 철회의 성격을 가지고 있다. 전 2조는 민법 제5조와 제6조를 말한다.

## 조문
제7조(동의와 허락의 취소) 법정대리인은 미성년자가 아직 법률행위를 하기 전에는 전2조의 동의와 허락을 취소할 수 있다.

第7條(同意와 許諾의 取消) 法定代理人은 未成年者가 아직 法律行爲를 하기 前에는 前2條의 同意와 許諾을 取消할 수 있다.

## 사례
자녀가 세뱃돈으로 책을 사지 않고 게임 아이템 등으로 탕진하려 한다면, 부모는 용돈을 마음대로 써도 된다는 약속을 번복하고 게임 아이템 구입을 취소할 수 있다

## 참고 문헌
- 오현수, 일본민법, 진원사, 2014. ISBN 9788963463452
- 오세경, 대법전, 법전출판사, 2014 ISBN 9788926210277
- 이준현, LOGOS 민법 조문판례집, 미래가치, 2015. ISBN 9791155020869
- p79-80, 김준호, 민법강의, 법문사, 제23판, 2017.

## 같이 보기
- 대한민국 민법 제5조
- 대한민국 민법 제6조
- 미성년자
- 행위능력